# Josef Hauser (Maler)

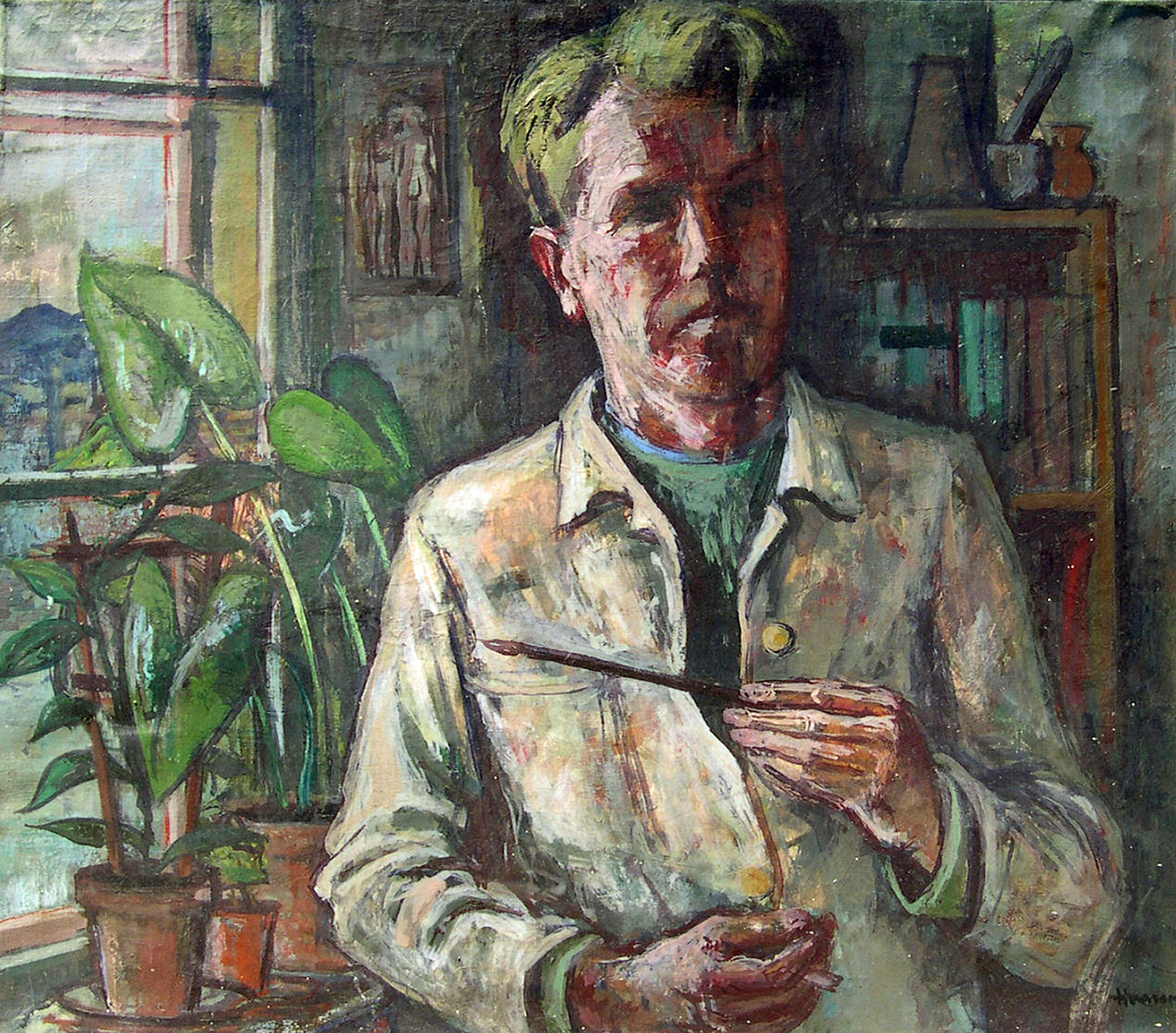
Josef Hauser, Selbstporträt

Josef Hauser (* 23. Juli 1908 in Wyhlen; † 5. Mai 1986 in Riehen) war ein deutscher, später Schweizer Maler und Grafiker. Er kam im Zweiten Weltkrieg als politischer Flüchtling in die Schweiz.

## Leben
Josef Hauser wuchs in Wyhlen (Baden) als erster Sohn des Schlossers Joseph Hauser (1881–1944) und seiner Mutter Maria Atha Hauser, geborene Walch (1880–1971), auf. 1913 wurde seine Schwester Maria geboren. Nach Abschluss der acht Jahre dauernden Volksschule absolvierte er fünf Semester einer kunstgewerblichen Fachklasse an der Basler Allgemeinen Gewerbeschule bei Albrecht Mayer und Arnold Fiechter. Es folgte eine vierjährige Tätigkeit als Gebrauchsgrafiker, darunter ein Jahr Volontär in einem grafischen Atelier in Freiburg  i. Br., wo er gemeinsam mit einem älteren Kollegen auf Ausflügen in den Schwarzwald mit Aquarellieren und Zeichnen begann.
Bei dem Arbeitslosenhilfswerk, der Schreibstube für Stellenlose in Basel, der ein Atelier angeschlossen war, fand er 1926 eine Anstellung. Es wurde ihm gestattet, unter freiem Himmel zu zeichnen und malen. Auch wurden ihm nochmals einige Semester in der Malklasse / kunstgewerblichen Fachklasse an der Allgemeinen Gewerbeschule Basel ermöglicht.
1930 zog Hauser nach Berlin und war mit Unterbrechungen Schüler von Karl Hofer und Hans Meid an der „Vereinigten Staatsschulen für freie und angewandte Kunst“. 1932 verbrachte er einen Sommer in Paris. In dieser Zeit lernte er Franziska Joerger (1905–1996) kennen, die er 1933 heiratete.
Nach der „Machtergreifung“ 1933 übernahm der aus Maulburg stammende Adolf Strübe die Malklasse des nun verfemten und entlassenen Karl Hofer. Um als Künstler arbeiten zu dürfen, musste Hauser zwangsweise in die Reichskulturkammer eintreten (Mitgliedsnummer M 3088). Die junge Familie wohnte in Berlin-Friedenau, Wilhelmstraße 21, die 1937 in Golzheimer Straße 9 und schließlich 1947 in Görresstraße umbenannt wurde. Ihre finanzielle Situation war schwierig und teilweise vom Wohlfahrtsamt und Zuschüssen abhängig.
1938 bekam er ein Staatsstipendium in Berlin, mit dem auch ein Lehrauftrag an der Preußischen Akademie der Künste verbunden war. 1939 schloss er das Studium als Meisterschüler mit einem Staatsstipendium an der „Staatliche Meisterschule des deutschen Handwerks“ in  Kassel ab.
Im Jahr 1941 stellte Josef Hauser in der Galerie v. d. Heyde Berlin aus. Kurz nach Eröffnung der Ausstellung wurden seine Bilder von der Reichskulturkammer beschlagnahmt und seine Malerei als „Entartete Kunst“ eingestuft. Damit verlor er auch seinen Lehrauftrag. Von 1940 bis 1944 leitete Hauser die Betriebswerbung von Siemens & Halske AG in Berlin-Siemensstadt. Im Sommer 1944 reiste er mit seiner Frau, dem siebenjährigen Martin und der dreijährigen Monika (* 20. Mai 1941) nach Wyhlen zurück.
Am 31. Oktober 1944 gelang der Familie nach drei erfolglosen Versuchen die Flucht über die mit einem Stacheldrahtverhau versehene grüne Grenze bei Wyhlen nach St. Chrischona in die Schweiz. Zuerst wurde die Familie für einige Tage bei Freunden in Basel aufgenommen. Einige Tage später meldete Hauser sich bei der Basler Fremdenpolizei. Dort wurde er vernommen, dann zusammen mit seiner Familie in den Lohnhof, eine Art Sammellager, gebracht. Hier wurde die Familie getrennt und wurde innerhalb von sieben Tagen ein Flüchtlingsdossier angefertigt. Das Sammellager war die erste von drei Stationen, welche die Flüchtlinge durchliefen. Im November 1944 kam er in das Quarantänelager für Flüchtlinge Elisabethenstrasse 21 in Basel (die Quarantäne sollte in der Regel 21 Tage dauern). Im November/Dezember 1944 kam die Familie gemeinsam in ein Internierungslager in Les Avants. Ab 10. Januar 1945 musste er als Pfleger in der psychiatrischen Heilanstalt in Littenheid im Kanton St. Gallen arbeiten. Die Unterbringung der ganzen Familie war aus Platzmangel nicht möglich. Die Kinder kamen zu Pflegefamilien nach Basel, Franziska Hauser arbeitete als Haushälterin in Rüschlikon.
Ab Herbst 1946 lebte Hauser als freier Künstler mit seiner Familie in einer Wohnung mit Atelier im Eisenbahnweg 16 direkt am Rheinufer in Basel und zog Jahre später nach Riehen. Ab 1951 verbrachte er wöchentlich einige Tage zusammen mit seiner Familie in ihrem Wochenendhaus / Atelier auf einem ehemaligen Weinberg in der Steingasse / Grenzach. Nach 1960 unternahm er Reisen nach Italien, Südfrankreich, Spanien, Portugal, Marokko, Tunesien, Griechenland, der Türkei und dem Balkan, die ihn zu zahlreichen Werken inspirierten.

## Werk (Auszug)
Waren in seiner Anfangszeit Menschen als Motive noch wichtig, entwickelte Hauser sich zunehmend zum Landschaftsmaler. Er skizzierte mit Bleistift, Feder, Kohle und Aquarell, später setzte er seine Skizzen dann in Gemälde, Wandbilder oder Keramik um.
In seiner Berliner Zeit konnte Hauser aus wirtschaftlichen und politischen Gründen nur eingeschränkt seinen persönlichen Stil entwickeln. Erst Jahre nach seiner Flucht in die Schweiz änderten sich seine wirtschaftlichen Verhältnisse so weit, dass sein Schaffen in einem Alterswerk gipfeln konnte.
- 1960: Großformatiges Wandbild Tiere in unserem Wald, in der Aula der Lindenschule in Wyhlen; Ende der 1980er Jahre übertüncht.[8][9]
- 1962: Majolika-Wandbild Die Entwicklung von Wyhlen, in der 2021 abgerissenen alten Sparkassen-Filiale in Wyhlen; geborgen.[8]
- Zwei Landschaftsdarstellungen (1937 und 1949) befinden sich im Dreiländermuseum Lörrach.[10]

## Ausstellungen (Auszug)
- 1932: Erste Ausstellung in Wyhlen[11]
- 1934: Ausstellung bei der Badischen Sezession in Freiburg[11]
- 1938: Ausstellung an der Preußischen Akademie der Künste[11]
- 1941: Ausstellung in der Galerie von der Heyde, Berlin[11]
- 1950: Weihnachtsausstellung Kunsthalle Basel, 2.–31. Dezember[12]
- 1954: Kunstverein Konstanz, 4.–25. April[13]
- 1956: „Kunst der Gegenwart aus Glarner Privatbesitz“, mit Sammlung Dr. Othmar Huber: Glarus, Kunsthaus, 15. Juli – 19. August[14]
- 1959: Dijon
- 1963: Stadthalle Freiburg, März – April  / Malerei, Graphik, Plastik[15]
- 1967: Stadthalle Freiburg, Mai – Juni  / Dix – Fauser – Hauser – Hubbuch – Janssen – Krieger – Kunz – Riester – Schubert – Seitz[15]
- 1987: Berowergut Museum Riehen: „Aus der badischen Nachbarschaft: Drei Hans-Thoma-Preisträger: Adolf Strübe, Josef Hauser, Karlheinz Scherer“[16]
- 1996: Grenzach-Wyhlen: Schlößle Grenzach und Zehnthaus Wyhlen, 15. September – 13. Oktober.[5]
- 1998: Schopfheim/Museum Schopfheim: Gedächtnisausstellung Josef Hauser 1908–1986: Bilder und Grafik, 8. März – 5. April,[17][18]
- 2017: Regionalmuseum Römervilla in Grenzach-Wyhlen, 1. April – 7. Mai.[19]

## Auszeichnungen und Ehrungen
- 1951: Hans-Thoma-Preis Staatspreis des Landes Baden-Württemberg[20][21][22]
- Seit 1994 erinnert die Heimatgemeinde Wyhlen mit dem Josef-Hauser-Weg an ihren ehemaligen Bürger[23]